# 799

## Události

#### Probíhající události
- 772–804: Saské války

## Hlava státu
- Papež – Lev III. (795–816)
- Byzantská říše – Irena (797–802)
- Franská říše – Karel I. Veliký (768–814)
- Anglie
  - Wessex – Beorhtric
  - Essex – Sigered (798–825)
  - Mercie – Coenwulf (796–821)
  - Kent – Cuthred (798–809)
- První bulharská říše – Kardam